# Takatsukasa Morohira
Takatsukasa Morohira (鷹司 師平?   1310 – 1353) fue un kugyō (cortesano japonés de alta categoría) que vivió durante la era Nanbokucho. Fue miembro de la familia Takatsukasa (derivada del clan Fujiwara e hijo de Takatsukasa Fuyuhira, pero fue adoptado por el regente Takatsukasa Fuyunori.
Ingresó a la corte imperial en 1325 con el rango shōgoi inferior, ascendido al rango jushii inferior en 1326 y luego promovido en 1327 como shōshii y como jusanmi. También en 1327 fue designado vicegobernador de la provincia de Harima. Fue designado gonchūnagon en 1328 y elevado a gondainagon en 1328. Luego escaló varios rangos como cortesano, desde shōsanmi en 1330, junii en 1331 y shōnii en 1332. Tras la Restauración Kenmu, fue degradado a junii en 1334 pero volvió al rango shōnii en 1335.
Tras la caída de la restauración y la división de las cortes en 1336, Morohira juró lealtad a la Corte del Norte. En 1337 fue nombrado naidaijin y en 1340 ascendió a udaijin (hasta 1343). En 1342 fue nombrado kanpaku (regente) del Emperador Kōmyō de la Corte del Norte (hasta 1346) y fue nombrado líder del clan Fujiwara. En 1344, fue ascendido al rango juichii.
En 1353 abandonó su vida como cortesano y se convirtió en monje budista (shukke), hasta su muerte. Tuvo como hijo al regente Takatsukasa Fuyumichi.